# Jazz from Hell
A Jazz from Hell Frank Zappa 1986-ban megjelent Grammy-díjas instrumentális albuma. A „St. Etienne” kivételével a lemez minden darabja Synclavier-rel készült.

## A lemezről
A nyolcvanas években Zappa nagy lelkesedéssel vetette bele magát az új technológial a számítógép adta lehetőségekbe. Ennek korábbi lemezein is voltak nyomai (Francesco Zappa – 1984, Thing-Fish – 1984,
Frank Zappa Meets the Mothers of Prevention – 1985), de teljes fegyverzetben a Jazz From Hell mutatja meg Zappa viszonyát a digitális zeneszerzés lehetőségeihez.
Annak ellenére, hogy instrumentális albumról van szó, bizonyos áruházláncok a RIAA "szülői figyelmeztetés" matricájával árulták a lemezt, aminek következtében néhány bolt nem is rendelt belőle. Erről Zappa egy interjúban:
A Billboard-ban volt egy cikk tavaly az egyik több mint 100 üzletből álló láncról, amelyik nem volt hajlandó az anyagaimmal foglalkozni. Az egyik ok, amire hivatkoztak, hogy nagyon durva az albumok szövege - ezért nem forgalmazták például a Jazz From Hell-t, ami ugye egy instrumentális lemez. Mikor a Billboard rákérdezett, a fickó ezt válaszolta: "ha nem a szöveg, akkor a borító". A borító – egy fénykép rólam...

## Grammy-díj
- Legjobb rockzenei instrumentális előadás kategóriában (Best Rock Instrumental Performance[3]), 1988

## A lemez számai
Minden darab szerzője Frank Zappa.
1. Night School – 4:47
2. The Beltway Bandits – 3:25
3. While You Were Art II – 7:17
4. Jazz from Hell – 2:58
5. G-Spot Tornado – 3:17
6. Damp Ankles – 3:45
7. St. Etienne – 6:26 (gitárszóló 1982-ből)
8. Massaggio Galore – 2:31

## Az egyes számokról
- "While You Were Art II" – az 1981-es  Shut Up 'n Play Yer Guitar lemezen megjelent "While You Were Out" című improvizált szólónak az átirata – erre utal a címben a II. szám, az "Art" pedig Art Jarvinen zenészt jelenti, akinek (illetve együttesének) eredetileg az átirat készült.
- "Night School" – a cím valószínűleg utalás a Zappa által az ABC-nél elindítani szándékozott hason nevű éjszakai tévéműsorra – a dologból végül nem lett semmi. A dalhoz videó is készült.
- "G-Spot Tornado" – Zappa szerint emberi lények által eljátszhatatlan darab – ennek ellenére az Ensemble Modern nagy sikerrel adta elő 1992-ben Frankfurtban, ahogy az a The Yellow Shark lemezen hallható is: az előadás után perceken át tartó folyamatos, tomboló taps hallatszik. Dweezil is játssza a Zappa Plays Zappa turnén, szerepel a 2009-es megjelenésű Son of Roxy and Elsewhere DVD-jükön. Az eredeti darabhoz Zappa videót is készített, a Video From Hell-en látható.
- "The Beltway Bandits" – Az Ensemble Modern játékával felvett "Greggery Peccary & Other Persuasions" című lemezén szerepel a Night School társaságában (2004, BMG Classics).
- "St. Etienne" – a gitárszóló videófelvétele megnézhető a Video from Hell-en.

## A zenészek
- Frank Zappa – synclavier;

A "St Etienne"-ben:
- Frank Zappa – szólógitár;
- Steve Vai – ritmusgitár;
- Ray White – ritmusgitár;
- Tommy Mars – billentyűs hangszerek;
- Bobby Martin – billentyűs hangszerek;
- Ed Mann – ütőhangszerek;
- Scott Thunes – basszusgitár;
- Chad Wackerman – dobok;

## Technikai stáb
- Bob Rice – számítógépes asszisztens
- Bob Stone – hangmérnök
- Greg Gorman – Cover Phborító fotó